# Sojuz 21
Sojuz 21 (kod wywoławczy Байкал - Bajkał) przetransportował dwóch radzieckich kosmonautów na pokład stacji kosmicznej Salut 5.

## Załoga

### Podstawowa
- Borys Wołynow (2)
- Witalij Żołobow (1)

### Rezerwowa
- Wiaczesław Zudow (1)
- Walerij Rożdiestwienski (1)

### Druga rezerwowa
- Wiktor Gorbatko (2)
- Jurij Głazkow (1)

## Przebieg misji
Pierwsza załoga bazy wystartowała z Ziemi 6 lipca 1976 roku o godzinie 12:09. Parametry orbity: perygeum - 193 km, apogeum, nachylenie 51,6°, czas okrążenia 88,7 min. 7 lipca 1976 roku o godzinie 13:40 Sojuz 21 połączył się z bazą satelitarną. Pobyt załogi Sojuza 21 na stacji Salut 5 trwał do dnia 24 sierpnia i zbiegł się w czasie z rozpoczęciem na Syberii manewrów wojskowych Siber. Kosmonauci obserwowali przebieg manewrów z orbity, oceniając możliwości wykorzystania stacji kosmicznej do celów rozpoznania wojskowego w ramach programu Ałmaz. Przeprowadzili także kilka eksperymentów naukowych – w tym obejmujących wykorzystanie pieca do hodowli kryształów w warunkach nieważkości. Przeprowadzili eksperymenty z topieniem i zastyganiem metali przy braku grawitacji. Otrzymuje się wtedy idealnego kształtu kule, nawet puste wewnątrz. Przeprowadzono także próby transferu paliwa między pojazdami, jako przygotowanie do przyszłych lotów statków zaopatrzeniowych Progress, a także obserwacje astronomiczne i biologiczne (na pokład stacji wyniesiono akwarium z kilkoma gupikami). Przeprowadzono także bezpośrednią transmisję telewizyjną do radzieckich szkół.
Załoga Sojuza 21 opuściła stację nagle, przed zaplanowanym terminem. Powodem mógł być pożar na stacji, awaria systemów podtrzymywania życia lub problemy zdrowotne wywołane obecnością w atmosferze stacji toksycznych oparów powstałych podczas wywoływania filmów z kamer szpiegowskich. Załoga miała także problemy inne psychologiczne i fizjologiczne – zwłaszcza Żołobow miał trudności z przystosowaniem się – psychicznym i fizycznym – do pobytu na stacji.